# بديعة الفيلالي
بديعة الفيلالي هيسياسية ونائبة برلمانية مغربية وُلدت في مدينة وجدة في المغرب.

## مسيرتها المهنية
أنتخبت بديعة الفيلالي كعضو في البرلمان المغربي في الانتخابات التشريعية المغربية لعام 2016 وحتى عام 2021 عن الدائرة الانتخابية الوطنية الجزء الأول المخصص للنساء كممثلة لحزب الأصالة والمعاصرة، وضمن الكتلة البرلمانية لنفس الحزب، وكانت عضو لجنة مراقبة المالية العامة بمجلس النواب المغربي، ثُم أعيد انتخابها لولاية ثانية في الانتخابات التشريعية المغربية لعام 2021 والتي تنتهي في عام 2026 كممثلة لحزب الأصالة والمعاصرة ونائبة عن الدائرة المحلية لجهة وجدة - أنجاد، وضمن الكتلة البرلمانية لنفس الحزب.